# 장 발

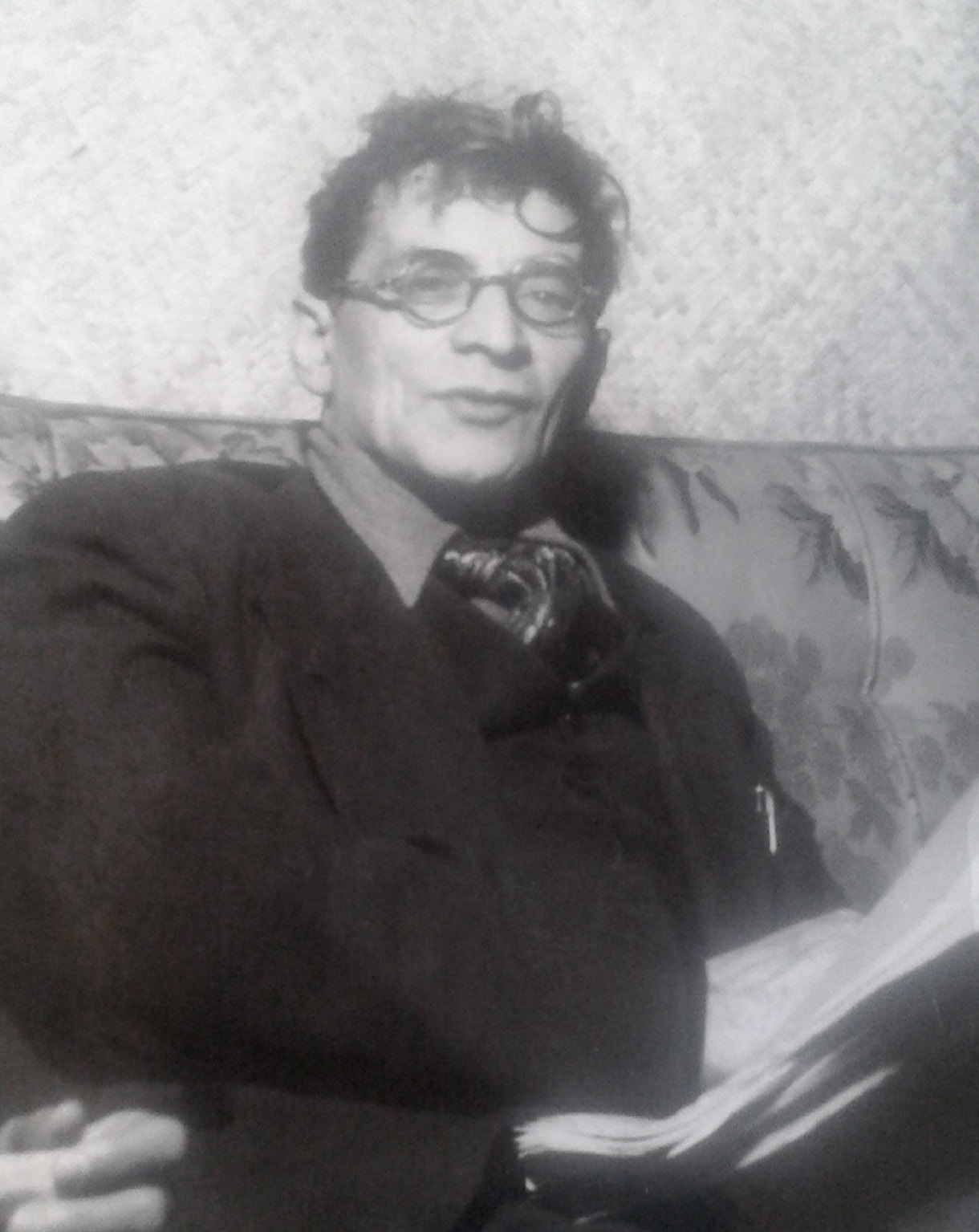

장 앙드레 발(Jean André Wahl, 1888년 5월 25일 ~ 1974년 6월 19일)은 프랑스의 철학자이다.

## 초기 경력
발은 고등사범학교에서 교육을 받았다. 그는 1936년부터 1967년까지 파리 대학교의 교수로 일했다. 1942년부터 1945년까지 미국에 있었고 유대인으로서 드랜시 포로 수용소(프랑스 파리의 북동부)에서 억류되었다가 탈출했다.
그는 앙리 베르그송, 미국의 철학자 윌리엄 제임스, 조지 산타야나의 팔로어로서 경력을 시작했다. 그는 1930년대에 프랑스의 해겔 사상을 도입한 사람들 가운데 한 명으로 알려져 있다.

## 저서
- 《키에르케고르 연구》(Kierkegaardian Studies, 1938)
- 《형이상학 개론》(Traité de Métaphysique, 1953)

## 같이 보기
- 장 이폴리트

## 참고 문헌
- 에마뉘엘 레비나스, 폴 리쾨르 and en:Xavier Tilliette, Jean Wahl et Gabriel Marcel, Beauchesne, 1976, 96 p., ISBN 2-7010-0240-0
- en:Michel Weber, « Jean Wahl (1888–1974) », in Michel Weber and William Desmond, Jr. (eds.), Handbook of Whiteheadian Process Thought, Frankfurt / Lancaster, Ontos Verlag, Process Thought X1 & X2, 2008, I, pp. 15–38, 395-414, 573-599 ; II, pp. 640–642.